# Chakulia Airport
Chakulia Airport är en flygplats i Indien.   Den ligger i distriktet Purba Singhbhum och delstaten Jharkhand, i den östra delen av landet, 1 200 km sydost om huvudstaden New Delhi. Chakulia Airport ligger 133 meter över havet.
Terrängen runt Chakulia Airport är platt. Runt Chakulia Airport är det tätbefolkat, med 356 invånare per kvadratkilometer. Närmaste större samhälle är Chākuliā, 2,0 km norr om Chakulia Airport. Trakten runt Chakulia Airport består till största delen av jordbruksmark.